# Marsa
Marsa es una localidad  y comuna francesa, situada en el departamento del Aude en la región de Languedoc-Roussillon, en los Pirineos.
A sus habitantes se les conoce en idioma francés por el gentilicio Marsanoys.

## Demografía
| 33 | 55 | 61 | 50 | 45 | 26 |
| Para los censos de 1962 a 1999 la población legal corresponde a la población sin duplicidades (Fuente: INSEE [Consultar]) |    |    |    |    |    |

(Población sans doubles comptes según la metodología del INSEE).

## Lugares de interés
- Castrum de Castelport[4][5]
- Iglesia de Saint Loup[3]